# Carlo Goldoni
Carlo Goldoni (Veneza, 25 de fevereiro de 1707 — Paris, 6 de fevereiro de 1793) foi um dramaturgo veneziano. É considerado um dos maiores autores europeus de teatro e um dos escritores italianos mais conhecidos fora da Itália. Provavelmente, suas obras, junto com as de Pirandello, constituem o principal veículo de difusão da arte dramatúrgica italiana através do mundo. Muito conhecido pela difusão da commedia dell'arte.

## Biografia

### A juventude

#### Primeiros anos
Goldoni nasceu em Veneza em 1707, numa família burguesa, que acabou passando por dificuldades financeiras devido aos gastos de seu avô paterno. Seu pai, dedicando-se à medicina, se estabeleceu em Perugia, onde Goldoni iniciou seus estudos e leu a primeira ópera cômica.

#### Os estudos

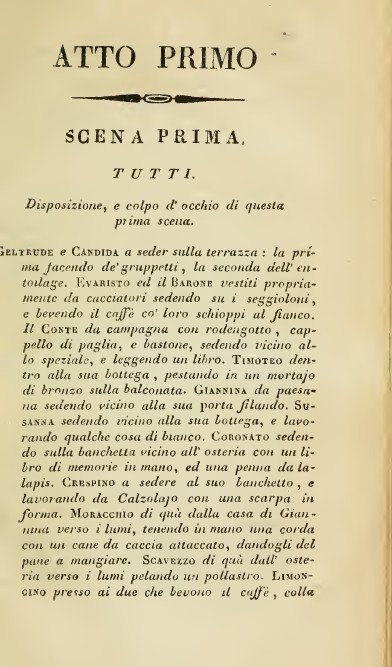
Commedie

Transfere-se para Rimini, a fim de estudar filosofia, mas acabou abandonando o estudo, tanto por saudades de sua mãe quanto para seguir até Chioggia com uma companhia de comediantes. Daí seu pai o mandou a Pádua e depois a Pavia, para o colégio Ghislieri (1723-1725), onde fez o curso de jurisprudência, mas precisou deixar a cidade depois da encenação de uma peça que falava sobre as moças daquele lugar. A obra suscitou a ira de algumas famílias de Pavia, e Goldoni foi expulso do colégio.

## Veneziano e toscano
Como em outras obras teatrais da época e do lugar, os personagens das comédias italianas de Goldoni falavam originalmente ou a variedade literária da Toscana (que se tornou o italiano moderno) ou o dialeto veneziano, dependendo de sua posição na vida. No entanto, em algumas edições impressas de suas peças, ele frequentemente transformava os textos venezianos em toscanos também.

## Trabalhos selecionados
A seguir, uma pequena amostra da enorme produção de Goldoni.

### Tragédias
- Rosmonda (1734)
- Griselda (1734)

### Tragicomédias
- Belisario (1734)
- Don Giovanni Tenorio o sia Il dissoluto, "The Dissolute" (1735)
- Rinaldo di Montalbano (1736)

### Comédias
- Il servitore di due padroni, (1745) "O Servo de Dois Mestres" (agora frequentemente renomeado como Arlecchino servitore di due padroni "Servo Arlequim de dois Mestres")
- I due gemelli veneziani, (1747)
- La vedova scaltra, (1748)
- La putta onorata, (1749)
- Il cavaliere e la dama, (1749)
- La famiglia dell'antiquario, (1750)
- Il teatro comico, (1750–1751)
- Il bugiardo, (1750–1751)
- Il vero amico, (1750)
- I pettegolezzi delle donne, (1750–1751)
- La locandiera, (1751)
- Il feudatario (1752)
- Gl'innamorati, (1759)
- I rusteghi, (1760)
- Le baruffe chiozzotte (1762)
- Gli amori di Zelinda e Lindoro, (1764)

### Opera seria libretti
- Amalasunta (1732)
- Gustavo primo, re di Svezia (c. 1738)
- Oronte, re de' Sciti (1740)
- Statira (c. 1740)

### Opera buffa libretti
- La contessina de Maccari  (1743)
- L'Arcadia in Brenta de Galuppi (1749)
- Il mondo della luna de Galuppi (1750), Haydn (1777), Paisiello (1782).
- Il filosofo di campagna de Galuppi (1754)
- Il mercato di Malmantile de Fischietti (1757)
- Buovo d'Antona, com música de Tommaso Traetta (1758, gravado incorretamente como 1750 na edição de Zatta)
- La buona figliuola de Niccolò Piccinni (1760)
- Lo speziale de Joseph Haydn (1768)
- La finta semplice de Wolfgang Amadeus Mozart (1769)
- Le pescatrici de Haydn (1770)

### Intermezzo libretti
- Le donne vendicate, (1751)

### Cantatas e serenatas
- La ninfa saggia, (17??)
- Gli amanti felici, (17??)

### Poesia
- Il colosso, uma sátira contra as meninas Pavia que levou Goldoni a ser expulso do Collegio Ghislieri (1725)
- Il quaresimale in epilogo (1725–1726)

### Livros
- Nuovo teatro comico, "New Comic Theater", plays. Pitteri, Venice (1757)
- Mémoires, "Memoirs". Paris (1787)
- Goldoni's collected works. Zalta, Venice (1788–1795)